# Nati nel 1235
| Questa pagina contiene informazioni ricavate automaticamente dalle voci biografiche con l'ausilio del template Bio e di un bot. L'aggiornamento è periodico e automatico e ricostruisce completamente la pagina. Se manca una persona in questa lista, sei pregato di non aggiungerla, ma accertati piuttosto che la sua voce biografica contenga il template Bio e che i dati anagrafici siano correttamente compilati. Se il template Bio manca, inseriscilo tu stesso o, in alternativa, metti l'avviso {{tmp\|Bio}} che ne segnala la mancanza. Se i dati riportati sono sbagliati, correggi direttamente la voce biografica; le modifiche saranno visibili in questa lista entro pochi giorni. Per chiarimenti vedi il progetto biografie. La lista contiene solo le 13 persone che sono citate nell'enciclopedia e per le quali è stato implementato correttamente il template Bio. Pagina aggiornata al 18 apr 2025. |

- 2 novembre - Enrico di Cornovaglia, principe inglese († 1271)
- 19 novembre - Enrico XIII di Baviera, duca tedesco († 1290)
- Drogön Chögyal Phagpa, monaco buddista tibetano († 1280)
- Giovanni da Vespignano, beato italiano († 1331)
- Iolanda di Polonia, principessa e religiosa ungherese († 1298)
- Jacob van Maerlant, poeta, scrittore e storico fiammingo († 1300)
- Latino Malabranca Orsini, cardinale italiano († 1294)
- Bartolomeo Pico, condottiero italiano († 1291)
- Ralph Sandwich, politico e magistrato inglese († 1308)
- Paleologo Zaccaria, ammiraglio italiano († 1314)
- Shlomo ben Aderet, rabbino e teologo spagnolo († 1310)
- Ugo III di Cipro, re († 1284)
- Guido Guinizelli, poeta e giudice italiano († 1276)